# آلوا نویی

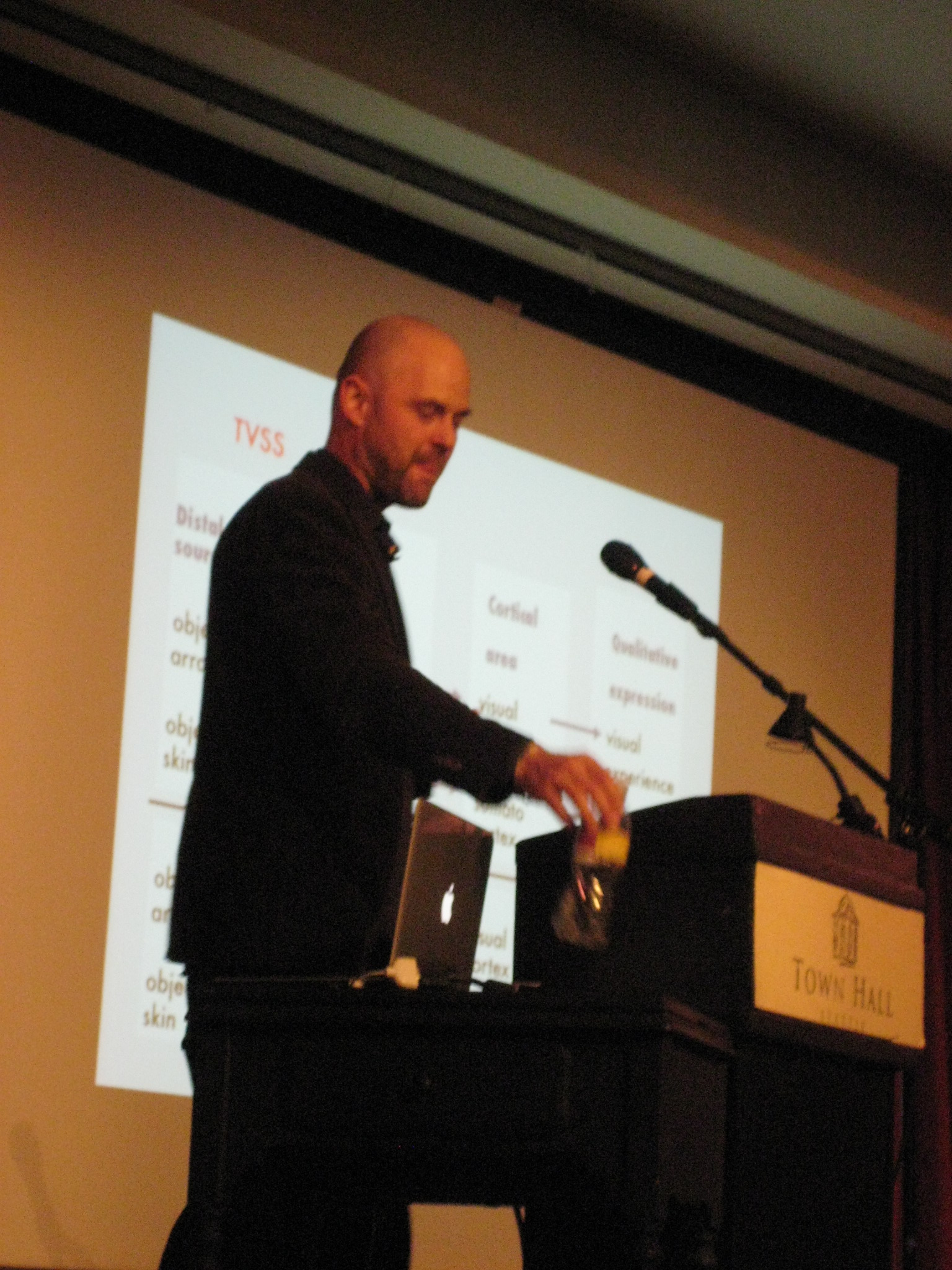
آلوا نویی، استاد فلسفه دانشگاه کالیفرنیا - ۲۰۰۹

آلوا نویی (۱۹۶۴) استاد فلسفه دانشگاه کالیفرنیا، برکلی است. ولی در زمینه‌های ادراک، آگاهی و هنر پژوهش و تحقیق می‌کند. وی همچنین درباره خاستگاه فلسفه تحلیلی، لودویگ ویتگنشتاین و پدیدارشناسی نیز مقالات و کتاب‌های نگاشته است. نویی تحصیلات کارشناسی و ارشد خود را در دانشگاه آکسفورد و مدرک دکترای خود را از دانشگاه هاروارد اخذ کرده است.